# Stephanie Aeffner

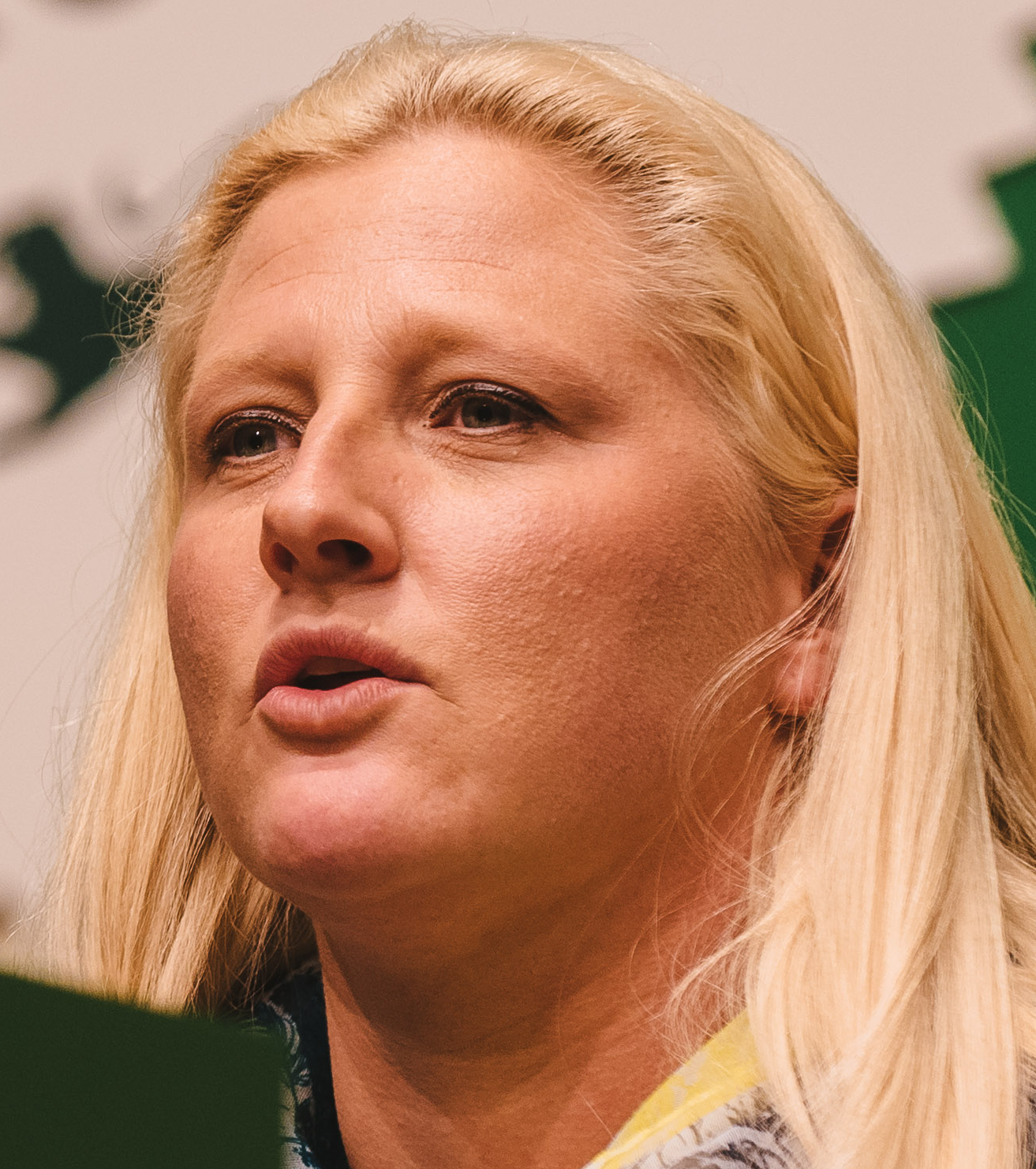
Stephanie Aeffner, 2015

Stephanie Aeffner (* 29. April 1976 in Donaueschingen; † 14. Januar 2025) war eine deutsche Politikerin (Bündnis 90/Die Grünen). Von 2021 bis zu ihrem Tod war sie Mitglied des Deutschen Bundestages.

## Leben und Beruf
Nach dem Abitur 1995 am Friedrich-Dessauer-Gymnasium in Frankfurt am Main begann Aeffner ein Studium der Humanmedizin, das sie jedoch nach vier Jahren aus gesundheitlichen Gründen abbrechen musste. Ab 1999 war sie wegen einer Muskelerkrankung auf einen Rollstuhl angewiesen. 2000 nahm sie ein Studium der Sozialpädagogik an der Fachhochschule Heidelberg auf, das sie 2006 als Diplom-Sozialpädagogin/-Sozialarbeiterin (FH) abschloss.
Nach Tätigkeiten als Aushilfe in der ambulanten Krankenpflege arbeitete sie von 2006 bis 2009 als Qualitätsmanagerin in der Klinik für Chirurgie des Universitätsklinikums Mannheim. 2010 bildete sie sich zur Qualitätsbeauftragten/Qualitätsmanagerin im Sozial- und Gesundheitswesen bei der Rhein-Main-Neckar gGmbH, Akademie für Wirtschafts- und Sozialmanagement fort. 
Bis 2012 arbeitete Aeffner in der „Projektgruppe Integration“ in der Stadt Eppelheim mit. Ab 2012 engagierte sie sich in der „LAG Behindert in Baden-Württemberg“. Ab Mai 2012 war sie für das „Zentrum selbstbestimmt Leben Stuttgart e. V.“ tätig, eine Beratungsstelle für Menschen mit Behinderung. Dort führte sie Beratungen für Menschen mit Behinderungen und deren Angehörige durch. Zudem war sie für die Entwicklung und Durchführung von Inklusionsprojekten zuständig, wofür sie in verschiedenen städtischen und Landesgremien wie dem Inklusionsbeirat Stuttgart mitarbeitete.
Von 2016 bis 2021 war sie ehrenamtliche Beauftragte der Landesregierung Baden-Württemberg für die Belange von Menschen mit Behinderungen (Landes-Behindertenbeauftragte).
Aeffner starb am 14. Januar 2025 im Alter von 48 Jahren.

## Politische Tätigkeiten
Aeffner war langjähriges Mitglied bei Bündnis 90/Die Grünen. Sie war Mitglied im Ortsvorstand der Grünen Eppelheim und im Vorstand des Kreisverbandes Kurpfalz-Hardt sowie Mitglied des Landesvorstandes von Bündnis 90/Die Grünen Baden-Württemberg. Mit ihrer Berufung zur Landes-Behindertenbeauftragten legte sie aus Neutralitätsgründen alle parteipolitischen Ämter nieder. Sie wirkte in mehreren baden-württembergischen Landesarbeitsgemeinschaften der Grünen (LAG Wirtschaft, Finanzen und Soziales, LAG Behindertenpolitik, LAG Bildung) und in der Bundesarbeitsgemeinschaft (BAG) Behindertenpolitik mit. Des Weiteren gehörte sie der Facharbeitsgruppe zum Landtagswahlprogramm und zum grün-schwarzen Koalitionsvertrag 2021 in Baden-Württemberg an.
Bei der Bundestagswahl 2021 kandidierte Aeffner für das Direktmandat im Wahlkreis Pforzheim, wo sie 12,7 % der Erststimmen erhielt und damit nicht direkt gewählt wurde. Jedoch zog sie über Platz 15 der Landesliste der Grünen in den Deutschen Bundestag ein. Nach ihrem Tod rückte Johannes Kretschmann für sie in den Bundestag nach.
Aeffner verhandelte den Koalitionsvertrag der Ampel-Fraktionen in der Arbeitsgruppe Sozialstaat, Grundsicherung, Rente. Im Bundestag war sie ordentliches Mitglied im Parlamentarischen Beirat für nachhaltige Entwicklung und im Ausschuss für Arbeit und Soziales. Zudem war sie stellvertretendes Mitglied im Rechtsausschuss, Ausschuss für Bildung, Forschung und Technikfolgenabschätzung sowie im Ausschuss für Gesundheit. In ihrer Fraktion war sie Berichterstatterin für Sozialpolitik.
Am 3. Juni 2022 stimmte sie als eine von vier Abgeordneten der Grünen-Fraktion im Deutschen Bundestag gegen das Sondervermögen Bundeswehr.
Für die Bundestagswahl 2025 wurde sie als Direktkandidatin im Wahlkreis Pforzheim und auf Platz 15 der Landesliste Baden-Württemberg der Grünen nominiert. Sie starb jedoch vor der Wahl.

## Privates
Aeffner war evangelisch und ledig. Sie lebte zuletzt in Eppelheim bei Heidelberg.